# Mastaba S3507
Bei Mastaba S3507 (Saqqara Grab Nr. 3507) handelt es sich um ein altägyptisches Mastabagrab der 1. Dynastie (um 3000 v. Chr.) in Sakkara.

## Architektur
Der Bau wurde schon 1938 entdeckt, jedoch erst um 1955 vollständig ausgegraben. Die Mastaba ist ca. 38 m lang und 16 m breit und besteht aus getrockneten Lehmziegeln. Die einstige Höhe ist unbekannt. Bei der Auffindung des Baues standen seine Reste aber noch bis zu 2,5 m hoch an. Die Mastaba ist von einer Mauer umgeben, die die Maße von ca. 44 × 22 m hat. Sie war bei den Ausgrabungen zum Teil noch ca. 1, 45 m hoch erhalten. An der Ostseite gab es einen Eingang. Die eigentliche Mastaba ist mit einer Palastfassade dekoriert, die drei Nischen an den Kurz- und neun Nischen an den Längsseiten hat. Im Oberbau fanden sich 30 Kammern, die weitestgehend leer waren. Die Grabkammer liegt unterirdisch und mit 4,75 m unter dem Bodenniveau. Sie war über eine Treppe zu erreichen. Am Boden der Kammer fanden sich die Reste eines Holzsarges, der einst etwa 2,65 × 1,7 m maß. Die Grabkammer war oberirdisch von einem rechteckigen Lehmziegelhügel gekrönt, der wiederum Teil des Oberbaues und somit nach Fertigstellung der Mastaba nicht mehr sichtbar war.

## Funde
Das Grab fand sich beraubt, enthielt aber noch eine Reihe von unterschiedlichen Objektgruppen. Darunter zahlreiche Keramiken und Steingefäße, Perlen aus Gold, Lapislazuli, Karneol und anderen Materialien sowie Reste von Spielen, Steinwerkzeugen und Kosmetikobjekte. Ein Reliefbruchstück zeigt eine Reihe von Löwen, ein weiteres datiert wahrscheinlich in die 3. Dynastie und zeigt zweimal einen König, einen Pavian und eine Eule. An Inschriften wurden Siegelabrollungen gefunden, die als einzigen König Den nennen. Der einstige Grabbesitzer ist unbekannt. Eine Ritzinschrift nennt Herneith, die Emery als Königin und Besitzerin des Grabes ansah.